# Lynne Overman
Lynne Overman est un acteur américain né à Maryville, au Missouri, le 19 septembre 1887; mort le 19 février 1943 à Santa Monica.

## Filmographie partielle
- 1934 : Petite Miss (Little Miss Marker) de Alexander Hall
- 1934 : She Loves Me Not d'Elliott Nugent - Gus McNeal
- 1934 : La Course de Broadway Bill (Broadway Bill) de Frank Capra - Happy McGuire
- 1934 : You Belong to Me d'Alfred L. Werker - Brown
- 1935 : La Dernière Rumba (Rumba) de Marion Gering - Flash
- 1935 : Brigade spéciale (Men Without Names), de Ralph Murphy
- 1935 : Two for Tonight de Frank Tuttle
- 1935 : Paris in Spring de Lewis Milestone
- 1936 : Hula, fille de la brousse (The Jungle princess) de Wilhelm Thiele - Frank
- 1936 : Collegiate de Ralph Murphy
- 1936 : Yours for the Asking d'Alexander Hall
- 1937 : Murder Goes to College de Charles Reisner
- 1937 : La Folle Confession (True Confession) de Wesley Ruggles - George, barman
- 1938 : La Faute d'un père (Ride a Crooked Mile) d'Alfred E. Green
- 1938 : Les Hommes volants (Men with Wings) de William A. Wellman
- 1938 : Toura, déesse de la Jungle (Her Jungle love) de George Archainbaud - Jimmy Wallace
- 1938 : Big Broadcast of 1938 (The Big Broadcast of 1938) de Mitchell Leisen - Scoop McPhail
- 1939 : Pacific Express (Union Pacific) de Cecil B. DeMille - Leach Overmile
- 1940 : La Vie de Thomas Edison (Edison, the Man) de Clarence Brown - Bunt Cavatt
- 1940 : Les Tuniques écarlates (North West Mounted Police) de Cecil B. DeMille - Tod McDuff
- 1940 : Typhon (Typhoon) de Louis King - Skipper Joe
- 1941 : Aloma, princesse des îles (Aloma of the South Seas) d'Alfred Santell - Corky
- 1941 : L'Engagé volontaire (Caught in the Draft) de David Butler - Steve Riggs
- 1942 : Les Naufrageurs des mers du Sud (Reap the Wild Wind) de Cecil B. DeMille - Capitaine Philpott
- 1942 : La Reine de l'argent (Silver Queen) de Lloyd Bacon - Hector Bailey
- 1942 : La Fille de la forêt (The Forest Rangers) de George Marshall - Jammer Jones
- 1942 : La Folle Histoire de Roxie Hart (Roxie Hart) de William A. Wellman - Jake Callahan
- 1943 : Dixie de A. Edward Sutherland - M. Whitlock
- 1943 : Le Chant du désert (The Desert Song) de Robert Florey - Johnny Walsh